# الکساندر فامولا
الکساندر فامولا (انگلیسی: Alexander Famulla؛ زادهٔ ۲۰ سپتامبر ۱۹۶۰) بازیکن فوتبال اهل لهستان است.
از باشگاه‌هایی که در آن بازی کرده‌است می‌توان به باشگاه فوتبال کارلسروهه و باشگاه فوتبال گورنیک زابژه اشاره کرد.